# Fernand Jaccard
Fernand Jaccard (* 8. Oktober 1907 in La Chaux-de-Fonds; † 15. April 2008 in Lutry) war ein Schweizer Fussballspieler und -trainer.

## Karriere
Jaccard wechselte 1935 zum FC Basel und war 1937–1939 in Basel als Spielertrainer tätig. Beim FC Basel hatte er insgesamt 68 Einsätze und erzielte vier Tore. Er wurde 1946 als Trainer von Servette FC Schweizer Meister.

## Nationalmannschaft
Er gehörte während der Fussball-Weltmeisterschaft 1934 zum Kader der Schweizer Nationalmannschaft.

## Erfolge
- Trainer des Schweizer Meisters: 1946